# Hatchet
Hatchet är en amerikansk film från 2006.

## Handling
Victor Crowley är en pojke som är livrädd för andra människor. Han bor med sin pappa i en stuga i skogen. En halloweennatt kommer det en massa tonåringar som börjar kasta fyrverkerier på stugan, som börjar brinna. Victor blir instängd och hans pappa försöker rädda honom genom att slå sönder dörren med en yxa. Dessvärre träffas Victor i huvudet och dör och pappan försvinner av sorg.
Tio år senare verkar allt som förut. Victor bor kvar i stugan och sörjer sin pappa. Han är fortfarande livrädd för andra och attackerar alla som kommer till skogen med yxan.

## Om filmen
Filmen är inspelad i New Orleans och Santa Clarita. Den visades första gången den 27 april 2006 vid Tribeca Film Festival och har inte haft svensk premiär.
För att hålla handlingen hemlig kallades filmen Love Rodeo under inspelningen.
Filmen var den sista som spelades in i Louisiana innan orkanen Katrina.

## Rollista (urval)
- Joel Moore - Ben
- Tamara Feldman - Marybeth
- Deon Richmond - Marcus
- Kane Hodder - Victor Crowley/Mr. Crowley
- Robert Englund - Sampson
- Tony Todd - Zombie
- Rileah Vanderbilt - Victor Crowley som ung

## Musik i filmen
- This Is The New Shit, skriven av John Lowery, Tim L.K. Skold och Brian Warner, framförd av Marilyn Manson
- This Is The New Shit (Remix), skriven av John Lowery, Tim L.K. Skold och Brian Warner, framförd av Marilyn Manson och Goldfrapp
- I Don't Want To Wait, skriven av Paula Cole och Terri Caldwell, framförd av Mark Faden, Toby Caldwell och Todd Caldwell
- Jambalaya, skriven av Todd Caldwell, framförd av Steve Williams, Billy McClaren, Toby Caldwell och Todd Caldwell